# Dan Stevens
Daniel Jonathan Stevens (Croydon, 10 de outubro de 1982) é um ator britânico, mais conhecido pelos papéis de Matthew Crawley na série de televisão Downton Abbey, Fera/Monstro em Beauty and the Beast, versão live-action do clássico de animação da Disney e David Haller na série de televisão Legion.

## Primeiros anos e educação
Dan Stevens nasceu em Croydon, distrito no sul de Londres e cresceu perto das montanhas Brecon Beacons no País de Gales e em Kent. Foi adotado ao nascer por um casal de professores e tem um irmão mais novo, também adotado.
A sua infância e adolescência foram marcadas por rebeldia e mau comportamento que o levaram a ser suspenso várias vezes da escola. No entanto, as suas boas notas levaram a que fosse aceite na prestigiada escola privada para garotos Tonbridge, em Kent. Quando terminou os estudos em Tonbridge, conseguiu um lugar na Emmanuel College da Universidade de Cambridge, onde estudou Literatura Inglesa. Enquanto estava em Cambridge, ele foi membro do grupo de teatro Footlights e ganhou experiência no National Youth Theatre de Londres.

## Carreira
O ator britânico trabalhou extensivamente em teatro na Grã-Bretanha e nos Estados Unidos, muitas vezes em parceria com o diretor Peter Hall. Ele foi indicado a um Ian Charleson Award por sua interpretação de Orlando na peça As You Like It, apresentada pela Companhia Peter Hall em 2005.
Em 2006, Stevens estrelou na adaptação para televisão produzida pela BBC do livro A Linha da Beleza, de Alan Hollinghurst. Mais tarde no mesmo ano, ele interpretou Simon Bliss na comédia Hay Fever de Noël Coward no Haymarket Theatre, ao lado de Peter Bowles e Judi Dench. Ele apareceu como Lord Holmwood na adaptação de Drácula feita pela BBC, assim como Basil Brookes no filme vencedor do Emmy Maxwell.
Stevens interpretou Edward Ferrars na série de televisão de 2008 Sense and Sensibility, adaptada do livro de Jane Austen. Fez parte do elenco principal da série do ITV Downton Abbey, até a terceira temporada como Matthew Crawley. A sua saída da série e o destino da sua personagem geraram alguma polémica no Reino Unido e Dan afirma que passou os meses seguintes a pedir desculpa aos fãs da série que se cruzavam com ele na rua.
Em março de 2012 terminou a rodagem do filme Vamps, dirigido por Amy Heckerling. Nesse ano também trabalhou em Summer in February, um filme romântico passado numa colónia de artistas na Era eduardiana.
Ainda em 2012, mudou-se com a família para Nova Iorque e estreou-se na Broadway com a peça The Heiress, onde trabalhou com Jessica Chastain e David Strathairn.

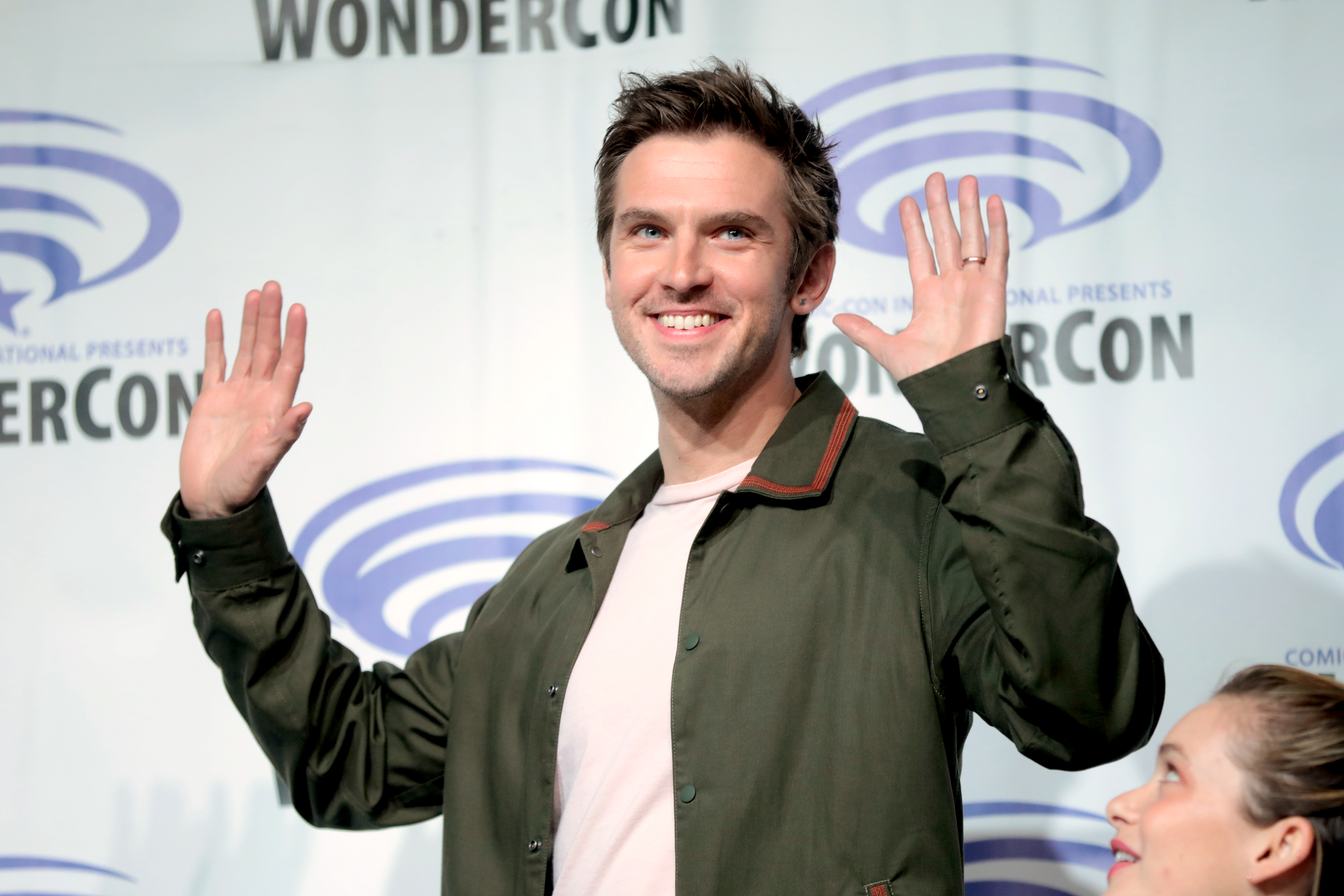
Dan Stevens a promover a série Legion em 2019

Em 2014, protagonizou o filme independente The Guest. O seu papel de um militar veterano dispensado do serviço que comete vários homicídios para proteger o irmão mais novo de um amigo foi bastante elogiado pela crítica. O ator foi nomeado para um Saturn Award por este papel. Ainda em 2014 participou no filme The Cobblerprotagonizado por Adam Sandler e no filme de ação A Walk Among the Tombstones, protagonizado por Liam Neeson. No final do ano participou na comédia Night at the Museum: Secret of the Tomb no papel de Sir Lancelot. Em 2016, participou num episódio da série High Maintenance da HBO no papel de Colin.
Em 2017, protagoniza a série Legion do canal FX. Apesar de a série se basear nas personagens da banda-desenhada X-Men, a produtora Lauren Shuler Donner afirmou que esta não se vai cruzar com o universo cinematográfico. Dan interpreta o papel de David Haller, uma personagem que, na banda desenhada é o filho mutante e esquizofrénico de Charles Xavier/ Professor X.
Ainda em 2017, interpreta o papel de Monstro, na versão live-action do clássico de animação da Disney, Beauty and the Beast. Emma Watson interpretou Belle e o elenco conta ainda com Ewan McGregor, Ian McKellen e Emma Thompson. Em 2017, o ator vai ainda interpretar o papel de Charles Dickens em The Man Who Invented Christmas. O filme baseia-se no romance homónimo de Les Standiford sobre como Dickens criou o seu livro clássico, A Christmas Carol.
Em 2018, Dan protagonizou o thriller da Netflix, Apostle, realizado por Gareth Huw Evans. O filme estreou em 12 de outubro de 2018. No ano seguinte, participou no filme Lucy in the Sky com Natalie Portman e Jon Hamm.
Em 2020, o ator contracenou com Harrison Ford no filme The Call of the Wind. Este baseia-se no romance clássico homónimo de Jack London. Nesse ano, o ator regressou à Broadway para protagonizar a comédia Hangmen. A peça devia ter estado em cena durante 20 semanas no Golden Theatre em Manhattan, mas foi suspensa menos de um mês depois da estreia devido à pandemia de COVID-19. Poucos dias depois, a peça foi cancelada. No mesmo ano, Dan interpretou o papel de Alexander Lemtov, o concorrente russo da Eurovisão no filme Eurovision Song Contest: The Story of Fire Saga.

### Outros trabalhos
Stevens narrou mais de 30 livros, incluindo Casino Royale, Wolf Hall e War Horse. Em 2014 foi nomeado para dois Audie Awards na categoria de Clássicos e Narração a Solo (Masculina) pelo seu trabalho no livro áudio de Frankenstein.
Para além da representação, interessa-se pela escrita e pela literatura e é editor na revista literária digital The Junket que ajudou a fundar em 2011. Ele foi membro do jurado do Man Booker Prize for Fiction em 2012 e é colunista no jornal Sunday Telegraph.

## Vida pessoal
Stevens é casado com a vocalista de jazz sul-africana que tornou-se professora Susie Hariet. Eles se conheceram em 2006 e têm três filhos. A atriz Rebecca Hall é madrinha da filha mais velha de Dan.

## Filmografia
| Cinema | Cinema                                                        | Cinema            | Cinema         |
| ------ | ------------------------------------------------------------- | ----------------- | -------------- |
| Ano    | Título                                                        | Papel             | Notas          |
| 2009   | Hilde                                                         | David Cameron     |                |
| 2011   | Babysitting                                                   | Spencer           | Curta-metragem |
| 2011   | The North London Book of the Dead                             | Speaker           | Curta-metragem |
| 2012   | Vamps                                                         | Joey              |                |
| 2012   | Shallow                                                       | Richard Dove      | Curta-metragem |
| 2013   | Summer in February                                            | Gilbert Evans     |                |
| 2013   | The Fifth Estate                                              | Ian Katz          |                |
| 2014   | The Guest                                                     | David             |                |
| 2014   | The Cobbler                                                   | Emiliano          |                |
| 2014   | A Walk Among the Tombstones                                   | Kenny Kristo      |                |
| 2014   | Night at the Museum: Secret of the Tomb                       | Sir Lancelot      |                |
| 2015   | Criminal Activities                                           | Noah              |                |
| 2016   | The Ticket                                                    | James             |                |
| 2016   | Norman: The Moderate Rise and Tragic Fall of a New York Fixer |                   |                |
| 2016   | Colossal                                                      | Tim               |                |
| 2017   | Beauty and the Beast                                          | Fera              |                |
| 2017   | The Man Who Invented Christmas                                | Charles Dickens   |                |
| 2017   | Permission                                                    | Will              |                |
| 2018   | Apostle                                                       | Thomas Richardson |                |

| Televisão     | Televisão             | Televisão            | Televisão                                   |
| ------------- | --------------------- | -------------------- | ------------------------------------------- |
| Ano           | Título                | Papel                | Notas                                       |
| 2004          | Frankenstein          | Henry                | Minissérie                                  |
| 2006          | The Line of Beauty    | Nick Guest           | Minissérie (3 episódios)                    |
| 2006          | Drácula               | Lord Arthur Holmwood | Filme para TV                               |
| 2007          | Marple: Nemesis       | Michael Faber        | Filme para TV                               |
| 2007          | Maxwell               | Basil Brookes        | Filme para TV                               |
| 2008          | Sense and Sensibility | Edward Ferrars       | Minissérie (3 episódios)                    |
| 2008          | Masterpiece Theatre   | Edward Ferrars       | Série (1 episódio: "Sense and Sensibility") |
| 2009          | The Turn of the Screw | Dr. Fisher           | Filme para TV                               |
| 2010-2012     | Downton Abbey         | Matthew Crawley      | Série                                       |
| 2013          | The Tomorrow People   | TIM                  | Série. 3 episódios. Voz (sem crédito)       |
| 2015-2016     | SuperMansion          | Bunsen               | Série de animação. 2 episódios. Voz         |
| 2016          | High Maintenance      | Colin                | Série. 1 episódio                           |
| 2017-presente | Legion                | David Haller         | Série                                       |

### Teatro
| Teatro | Teatro                 | Teatro          | Teatro        | Teatro                          |
| ------ | ---------------------- | --------------- | ------------- | ------------------------------- |
| Ano    | Produção               | Papel           | Diretor       | Local                           |
| 2004   | As You Like It         | Orlando         | Peter Hall    | The Rose Theatre, Kingston      |
| 2005   | You Can Never Tell     |                 | Peter Hall    | Theatre Royal, Bath             |
| 2005   | Waiting for Godot      |                 | Peter Hall    | Theatre Royal, Bath             |
| 2005   | Private Lives          |                 | Peter Hall    | Theatre Royal, Bath             |
| 2005   | Much Ado About Nothing | Claudio         | Peter Hall    | Theatre Royal, Bath             |
| 2006   | The Romans in Britain  | Marban/Maitland | Samuel West   | Crucible Theatre, Sheffield     |
| 2006   | Hay Fever              | Simon           | Peter Hall    | Theatre Royal, Haymarket        |
| 2008   | The Vortex             | Nicky Lancaster | Peter Hall    | Apollo Theatre, Londres         |
| 2009   | Arcadia                | Septimus        | David Leveaux | Duke of York's Theatre, Londres |